# Шакунов, Илья Юрьевич
Илья́ Ю́рьевич Шакуно́в (род. 13 августа 1970, Ленинград) — российский актёр театра, кино и телевидения.

## Биография
Родился 13 августа 1970 года в городе Ленинграде (ныне Санкт-Петербург).
Ещё в школьные годы начал учиться в студии известного актёра Игоря Горбачёва. После окончания школы он поступил в 1-й Ленинградский медицинский институт, затем перевёлся в ЛЭТИ на факультет автоматики и вычислительной техники, однако потом Илья бросил оба института и сдал экзамены в ЛГИТМиК (Ленинградский государственный институт театра, музыки и кино), сейчас: СПбГАТИ (Санкт-Петербургская государственная академия театрального искусства).
В театральном институте учился на курсе Вениамина Фильштинского. На четвёртом курсе уже играл Чацкого на сцене петербургского ТЮЗа имени А. А. Брянцева в спектакле «Горе от ума».
В 1996 году окончил ЛГИТМиК (курс В. М. Фильштинского).
С января 1996 года по декабрь 2007 года — актёр ТЮЗа имени А. А. Брянцева в Санкт-Петербурге.
С января 2002 года по декабрь 2003 года — президент актёрского агентства продюсерского центра «Брат».

## Личная жизнь
Женат на актрисе ЛТЮЗа Анне Дюковой. Воспитывает двоих детей.

## Творчество
В 1996 году по приглашению художественного руководителя театра Андрея Андреева пришёл в труппу ЛТЮЗа. Очень скоро он стал одним из ведущих актёров театра. Здесь им были сыграны Князь в спектакле «Русалка», контрабасист Алексей в спектакле «Учитель ритмики» и Генрих в спектакле «Дракон».
Помимо ТЮЗа Шакунов играл в таких спектаклях Романа Виктюка, как: «Бабочка, бабочка…», «Осенние скрипки» и «Путаны». Затем талантливый актёр был приглашён в БДТ имени Товстоногова, где репетировал два месяца, но любовь к родному театру оказалась сильнее, и Илья вернулся в ТЮЗ.
В кино Илья Шакунов начал сниматься с 1993 года. Первую заметную роль — Антона — Илья Шакунов сыграл в фильме Дмитрия Месхиева «Женская собственность» в 1998 году.
В 2000 году режиссёр Олег Ковалов пригласил Шакунова на главную роль в картину «Тёмная ночь». В драме Михаила Брашинского «Гололёд» сыграл главную роль — Переводчика. Затем последовали роли в таких телесериалах, как «По имени Барон», «Красная капелла», «Виола Тараканова»», «Фаворский», «Умножающий печаль», «Монтекристо» и «Беглец».
В фильме «Флэшка» режиссёра Георгия Шенгелия он исполнил главную роль — Андрея Игнатьева.
В 2007 году  Шакунов вместе с Алёной Бабенко и Владимиром Зельдиным сыграл в мелодраме Веры Глаголевой «Чёртово колесо». За исполнение роли полковника Погожева в фильме «Антиснайпер» (в четырёх сериях) был отмечен специальным дипломом фестиваля «DetectiveFEST».

## Роли в театре

### Антреприза
- 2019 — 2023 — «Когда ангелы шутят» — Вадим
- 2024 — «Иллюзия счастья» по пьесе «Тектоника чувств» Эрика-Эммануэля Шмитта, режиссёр — Павел Сафонов

### Театр «Балтийский дом»
- 2009 — 2013 — «Тартюф, или Обманщик» — Тартюф

#### ТЮЗ имени А. А. Брянцева
- «Горе от ума» — Чацкий
- «Русалка» — князь
- «Учитель ритмики» — контрабасист Алексей
- «Дракон» — Генрих
- «Ундина» — Бертран
- «Маленький принц» — пьяница
- «Кошка, которая гуляла сама по себе» — Тигр
- «Поллианна» — дама из благотворительного комитета
- «Сказка об Иване Царевиче, Кощее Бессмертном и царевне Милолике» — Иван-царевич
- «Энтин-шоу, или „Ничего на свете лучше нету“»
- «Конёк-Горбунок»
- «Неделя, полная суббот»
- «Бекканко-они»

#### Театр Романа Виктюка
(1996 — 1997)
- «Бабочка… Бабочка…»
- «Осенние скрипки»
- «Путаны»

#### Театр на Крюковом канале
(1995—1996)
- «Время Высоцкого»
- «Прибыл Дзампано!»
- «Шутки Чехова»
- «Винни-Пух» — Кристофер Робин

## Фильмография
- 1993 — Сотворение Адама — двойник
- 1997 — 1998 — Улицы разбитых фонарей 2 (двенадцатая серия «Сердечная недостаточность») — Алексей Олегович Андреев, журналист / писатель (в титрах — Илья Шикунов)
- 1998 — Про уродов и людей — человек в витрине
- 1998 — Тело будет предано земле, а старший мичман будет петь — Капитан, умерший наркоторговец
- 1998 — Женская собственность — Антон, актёр
- 1999 — Молох — снайпер
- 2000 — Наши 1990-е — Олег Щипунов, учёный
- 2000 — Спасатели. Критическая масса — «Доктор», спасатель
- 2000 — Империя под ударом (серия «Бастард») — адъютант (эпизодическая роль)
- 2001 — Тёмная ночь — Имант, фотограф
- 2002 — По имени Барон — Алексей Иванович, приёмный сын Барона
- 2002 — Каменская 2 (серии «Украденный сон» и «За всё надо платить») — инвалид
- 2002 — Подружка Осень — Сергей Николаевич Градов, врач-педиатр
- 2003 — Спецназ 2 (серия «Послушник») — капитан Александр Орлов / отец Василий
- 2003 — Гололёд — переводчик
- 2003 — Киднеппинг — Павел Викторович, брат Арины, врач-хирург
- 2003 — Русский ковчег — третий кавалер
- 2003 — Три цвета любви — Максим Юрьевич Соколов, крупный бизнесмен
- 2004 — Виола Тараканова. В мире преступных страстей — Олег Юрьевич Куприн, следователь
- 2004 — Красная капелла — Карлос Аламо, разведчик-радист / Сергей Макаров
- 2005 — Дети Ванюхина — Генрих Петрович Клаус, инженер
- 2005 — Виола Тараканова. В мире преступных страстей 2 (серии «Урожай ядовитых ягодок», «Филе из золотого петушка» и «Микстура от косоглазия») — Олег Юрьевич Куприн, следователь
- 2005 — Умножающий печаль — Константин Бойко («Бойкий Кот»; главная роль)
- 2005 — Фаворский — Александр Васильевич Богданов, первый помощник капитана / князь Фаворский / Тадеуш Купцевич / отец Аникий
- 2005 — Чёрный принц — Жорж Шарль Дантес
- 2005 — Лабиринты разума (серия «Монетка») — Костя
- 2006 — Блюз опадающих листьев — Никита Артемьевич Фомичёв, маньяк
- 2006 — Флэш.ка — Андрей Дмитриевич Игнатьев, служащий финансовой компании, муж Вики
- 2006 — Синдикат — Алексей Морозов, старший лейтенант милиции / Андрей Сергеевич Дружинин, частный детектив / Одиссей, агент / Виктор, брат Алексея
- 2006 — Чёртово колесо — Павел Николаевич Колесников, заведующий отделением общей хирургии
- 2007 — Виола Тараканова. В мире преступных страстей 3 (серии «Главбух и полцарства в придачу», «Концерт для колобка с оркестром» и «Фокус-покус от Василисы Ужасной») — Олег Юрьевич Куприн, следователь
- 2007 — Фабрика счастья — Тимофей Тарасов, бизнесмен
- 2007 — Точка возврата — Сергей Петрович Шнырёв
- 2008 — Антиснайпер — Алексей Андреевич Погожев, полковник милиции
- 2008 — Антиснайпер 2. Двойная мотивация — Алексей Андреевич Погожев, полковник милиции
- 2008 — Мим Бим, или Чужая жизнь — Иван Благодеев, «Бим»
- 2008 — Судьба повелителя / Hökmdarın taleyi — император Александр I
- 2008 — Монтекристо — Андрей Владимирович Крылов / Александр Оттович Островский
- 2009 — Легенда об Ольге — Михаил Максимов / Хосе Каррерас, разведчик
- 2010 — Взрослая дочь, или Тест на… — Валера, футбольный агент
- 2010 — Самая счастливая — Виктор, бизнесмен
- 2010 — Мама напрокат — Глеб, водитель-дальнобойщик
- 2010 — Антиснайпер 3. Новый уровень — Алексей Андреевич Погожев, полковник милиции
- 2010 — Антиснайпер 4. Выстрел из прошлого — Алексей Андреевич Погожев, полковник милиции
- 2011 — Беглец — Максим Александрович Недогонов, журналист
- 2012 — Смерть шпионам. Скрытый враг — Валерий Львович Савельянов, командир диверсионной группы
- 2012 — Отцовский инстинкт — Андрей Павлович Перевалов, инженер жилищно-эксплуатационной конторы
- 2012 — Петрович — Егор Владимирович Дербенёв, помощник адвоката
- 2013 — Бездна — Александр Фёдорович Варламов, подполковник полиции
- 2013 — Агент — Сергей Станиславович Самсонов, учёный-микробиолог, бывший сотрудник органов
- 2013 — Подари мне немного тепла — Сергей, преподаватель астрофизики
- 2014 — Холодное блюдо — Александр Васильевич Завьялов / Диникаев, владелец автосервиса
- 2014 — Перелётные птицы — Гудини / Константин Дроган, капитан армии
- 2014 — Личное дело — Евгений Николаевич Казаков, федеральный судья
- 2014 — Григорий Р. — иеромонах Илиодор (Труфанов)
- 2015 — Посредник (не был закончен) — отец Глеба Лосева, сотрудник органов
- 2015 — Жребий судьбы  — Павел Дмитриевич Рязанов, военный психолог
- 2015 — Капкан для звезды — Андрей Владимирович Иваницкий, следователь
- 2015 — Последний полёт фантастического детектива Честертона (к/м) — детектив Честертон
- 2016 — Любовь вне конкурса — Виктор Сергеевич Леденёв, бизнесмен
- 2016 — Вечное свидание — Константин Дмитриевич Васильев, лесничий
- 2017 — Выжить любой ценой — Юрий Матвеевич Галанов, проводник в тайге, бывший сотрудник ГРУ
- 2017 — Один против всех — Игорь Витальевич Ганецкий, полковник полиции, начальник ОВД
- 2017 — Наше счастливое завтра — Андрей Григорьевич Кондратов, полковник милиции
- 2018 — Дожить до любви — Илья Борисович Говоров, бизнесмен
- 2018 — Угрозы — Виктор Громов, бывший муж Анастасии
- 2018 — Окончательный приговор — Олег Сабуров, следователь
- 2018 — Султан моего сердца / Kalbimin Sultanı — Сергей Иванович, инженер
- 2019 — Подкидыш — Алексей Григорьевич Данилов, кинорежиссёр
- 2019 — Шаг к счастью — Михаил Барк, журналист
- 2020 — Северная звезда — Виктор Анатольевич Батников, полковник ФСИН, начальник колонии «Северная звезда»
- 2020 — Первый отдел — Вадим Сергеевич Мальцев, полковник юстиции, начальник первого отдела ГСУ СК России по Санкт-Петербургу
- 2020 — Спросите медсестру — Ревзин
- 2020 — Входите! Закрыто! — Вадим, психотерапевт
- 2021 — Воскресенский — князь Румянцев, тайный советник
- 2021 — Несломленная — Зайцев
- 2021 — Арбатские тайны — артист
- 2021 — 16-й — Ален Пак
- 2021 — Небо — полковник Кубальский, командир подполковника Сошникова
- 2022 — Русские — Джеймс Гловер
- 2022 — Я не могу без тебя — Андрей
- 2022 — Фронтовая любовь — Митя
- 2022 — Первый отдел 2 — Вадим Сергеевич Мальцев, полковник юстиции в отставке, пенсионер. Ушёл в отставку по состоянию здоровья. Умер от сердечного приступа
- 2023 — Пилигрим — маэстро
- 2023 — Дорога к счастью — Матвей Волков
- 2024 — Любовь Советского Союза — Берг
- 2025 — Дуплет — Филаретов

### Озвучивание
- 2002 — Нож в облаках  — майор ФСБ Евгений Данилович Лемешонок (роль актёра Андрея Тенетко)

## Признание
- Лауреат Приза в номинации «Лучший актёр» на VI МКФ независимого кино «Чистые грёзы» (город Санкт-Петербург) за роль в фильме «Гололёд».
- Награждён дипломом XI Международного фестиваля «DetectiveFEST» Москва-2009 за харизматичное исполнение роли в фильме «Антиснайпер».
- Гран-при «Приз зрительских симпатий» на XVII кинофестивале «Виват, кино России!» Санкт-Петербург — 2009 за лучшую мужскую роль в телесериале «Монтекристо».
- Номинант Приза XV Международного фестиваля детективных фильмов «DetectiveFEST» «Антигерой» — за харизматическое исполнение роли отрицательного героя в телесериале «Смерть шпионам. Скрытый враг» (2013).